# Beata Tereba
Beata Tereba-Zawrotniak (ur. 18 marca 1981 w Warszawie) – polska szpadzistka, dwukrotna medalistka mistrzostw Europy w drużynie. Zawodniczka AZS-AWF Kraków.
Żona Radosława Zawrotniaka. W 2022 została odznaczona Srebrnym Krzyżem Zasługi.